# Михал на Житави
Михал на Житави (слч. Michal nad Žitavou, мађ. Szentmihályúr) насељено је мјесто са административним статусом сеоске општине (слч. obec) у округу Нове Замки, у Њитранском крају, Словачка Република.

## Становништво
| Година:    | 1994. | 2004.   | 2014.   | 2024.   |
| ---------- | ----- | ------- | ------- | ------- |
| Број људи: | 684   | 697     | 665     | 683     |
| Разлика:   |       | +1,90 % | -4,59 % | +2,70 % |

| Година:    | 2023. | 2024.   |
| ---------- | ----- | ------- |
| Број људи: | 681   | 683     |
| Разлика:   |       | +0,29 % |

Према подацима о броју становника из 2011. године насеље је имало 671 становника.